# Wapen van Kootstertille

Wapen van Kootstertille

Het wapen van Kootstertille is het dorpswapen van het Nederlandse dorp Kootstertille, in de Friese gemeente Achtkarspelen. Het wapen werd in de huidige vorm in 2004 aangenomen en in 2005 geregistreerd.

## Geschiedenis
Het wapen van Kootstertille is overgenomen van het wapen van de buurtschap De Kooten dat reeds langer bekend was. Dit wapen komt voor in het wapenboek van Andries Schoemaker uit 1695. Na onderzoek bleek echter dat het wapen eigenlijk het familiewapen was van de Utrechtse familie Cooten. De dorpsraad wilde dit wapen echter blijven voeren. Zo werd een eerder voorstel voor een dorpswapen in 2000 verworpen. Uiteindelijk werden er aanpassingen doorgevoerd (de dwarsbalken werd blauw gekleurd en de merletten rood) om het dorpswapen van dit familiewapen te onderscheiden.

## Beschrijving
De blazoenering van het wapen luidt als volgt:
In zilver twee blauwe dwarsbalken, in het schildhoofd vergezeld van twee rode merletten.
De heraldische kleuren zijn: zilver (zilver), azuur (blauw) en keel (rood).

## Symboliek
- Blauwe balken: verwijzing naar het water.
- Rode merletten: de rode kleur is afkomstig uit het wapen van Achtkarspelen.

## Zie ook

Vlag van Kootstertille